# Петровський Роман Володимирович
Рома́н Володи́мирович Петро́вський — сержант Збройних сил України.
Станом на березень 2017-го — сержант з матеріального забезпечення, 128-ма бригада.

## Нагороди
За особисту мужність і героїзм, виявлені у захисті державного суверенітету та територіальної цілісності України, вірність військовій присязі під час російсько-української війни
- нагороджений орденом «За мужність» III ступеня (25.3.2015). Нагороду отримав у квітні 2015 року на Яворівському полігоні під час навчань «Фіарлес Гардіан-2015».